# X (Filmreihe)
Die X-Filmreihe ist eine Reihe von Horror-Slashern von Regisseur und Drehbuchautor Ti West. Die Trilogie besteht aus einem Film, seinem Prequel und seiner Fortsetzung. Die Gesamthandlung der Filme dreht sich um die zwei Charakter Maxine Minx und Pearl, die beide von Mia Goth dargestellt werden. Die ersten beiden Filme wurden von Kritikern sehr gelobt und waren finanzielle Erfolge.

## Überblick
| Premiere      | Titel    | Regie   | Drehbuch          | Produktion                                                    |
| ------------- | -------- | ------- | ----------------- | ------------------------------------------------------------- |
| 13. März 2022 | X        | Ti West | Ti West           | Ti West, Jacob Jaffke, Harrison Kreiss, Kevin Turen           |
| 3. Sep. 2022  | Pearl    | Ti West | Ti West, Mia Goth | Ti West, Jacob Jaffke, Harrison Kreiss, Kevin Turen           |
| 5. Juni 2024  | MaXXXine | Ti West | Ti West           | Ti West, Jacob Jaffke, Harrison Kreiss, Kevin Turen, Mia Goth |

### X
Im Jahr 1979 ist ein Team von Amateurfilmern in Amerika entschlossen, mit einer Erkundung der Erotikfilmindustrie ein neues Kinoerlebnis zu schaffen. Der Inhaber und Entwickler der Burlesque-Show, Wayne Gilroy, beschließt, das Projekt nach seinen eigenen Vorstellungen zu produzieren, und engagiert einen jungen und unerfahrenen Regisseur, RJ Nichols, dessen zurückhaltende Freundin Lorraine Day bei den technischen Anforderungen während der Fotografie behilflich ist. Waynes jüngere Freundin, die aufstrebende Schauspielerin Maxine Minx, spielt in der Produktion neben den Pornostars Bobby-Lynne Parker und Jackson Hole die Hauptrolle. Während des Roadtrips ins ländliche Texas hat die Gruppe ihre Meinungsverschiedenheiten, legt diese jedoch letztendlich beiseite, da Wayne glaubt, dass sie mit der Innovation dieses Projekts Reichtum und Ruhm erlangen werden.
Als sie am Zielort ankommen, einer abgelegenen Hütte, die Wayne von seinen älteren Besitzern Howard und seiner kranken Frau Pearl gemietet hat, beginnen sie sofort mit der Produktion. Unbemerkt von den Besitzern setzen sie ihre sexuellen Ausschweifungen fort, während Lorraine, zum Unbehagen von RJ, beschließt, auch in der entscheidenden Schlussszene mitzuwirken. Währenddessen untersucht Pearl aus Neugier die Hütte und entdeckt dabei die sinnlichen Aktivitäten des Teams. Sie ist eifersüchtig auf deren Jugend und Sexualität, verärgert über ihren eigenen alternden Körper und sehnt sich nach einer Zeit, als auch sie nach Berühmtheit strebte. Dann geht die alte Frau der Reihe nach auf die jungen Leute los. Als Howard erfährt, was auf seinem Grundstück passiert, hilft er seiner Frau bei ihrer Mission, das junge Filmteam grausam zu ermorden. Bei dem Massaker kämpft die Gruppe darum, die Nacht zu überleben.

### Pearl
Im Amerika des Jahres 1918 ist Pearl eine junge und ehrgeizige Frau mit dem Wunsch, auf nationaler Ebene berühmt zu werden. Als begeisterter Fan von Filmen und Tanz drückt sie ihren Wunsch aus, für ihre Familie ein Star zu werden, obwohl ihr Mann während des Ersten Weltkrieges beim Militär war. Sie bleibt im Haus ihrer Eltern, muss sich an deren zurückhaltende und strenge Erwartungen halten und sich um deren Bauernhof kümmern. Ihre deutsche Mutter Ruth missbilligt ihre Bestrebungen, missbilligt deren ausbeuterischen Charakter und befiehlt ihr, Hausarbeiten zu erledigen, während sie bei ihnen zu Hause lebt. Dazu gehört auch die Betreuung ihres Vaters, der im Rollstuhl sitzt und nicht sprechen kann. Obwohl sie die Nutztiere zunächst als ihre Freunde ansieht und sich mit ihnen unterhält, als wären sie Menschen, beginnt sie, ihre Frustration an ihnen auszulassen und sie zu schlachten, um ihre innere Wut zu besänftigen.
Trotz dieser Einschränkungen schleicht sich Pearl oft ins örtliche Kino, wo sie den Sorgen des Alltags entfliehen und sich ihre Träume von einer Zukunft ausdenken kann, die sich von ihrem jetzigen Leben unterscheidet. Mit der Zeit beginnt der Filmvorführer eine kokette und lustvolle Beziehung mit ihr. Als er ihr eine frühe Version eines Pornofilms zeigt, obwohl er von Natur aus schweigsam ist und ihr sagt, dass er sie eines Tages in etwas Ähnlichem sehen möchte, beginnt sie erneut zu glauben, dass sie eines Tages ein Star sein wird. Ihr Verlangen nach sexueller Interaktion wird weiterhin unterdrückt, während sie sich um die Bedürfnisse der Farm kümmert. Währenddessen erzählt ihr ihre Mutter, dass mit ihr etwas nicht stimmt, und es kommt zu Ausbrüchen inakzeptabler psychopathischer und soziopathischer Tendenzen, während ihre Differenzen eskalieren und Pearl ihren wahren unsozialen Wünschen freien Lauf lässt. Als sie beschließt, zur Serienmörderin zu werden, besiegelt sie unabsichtlich ihr Schicksal, um einer strafrechtlichen Untersuchung wegen Mordes zu entgehen. Es fällt ihr schwer, sich mit der Realität abzufinden, dass sie ihre Ziele und Träume nie erreichen wird.

### MaXXXine
Los Angeles im Jahr 1985: Maxine Minx hat noch immer nicht den Traum aufgegeben, ein berühmter Filmstar zu werden. Dafür ist die frühere Pornodarstellerin sechs Jahre nach dem überlebten „Texas Pornhouse Massacre“ nach Kalifornien gezogen und nimmt in Hollywood an Castings teil. Als sie für den Horrorfilm The Puritan II vorspricht, beeindruckt Maxine die Regisseurin Elizabeth Binder und erhält die Hauptrolle.
Gleichzeitig wird Maxine von einem Privatdetektiv verfolgt, der von einem mächtigen Auftraggeber engagiert wurde. Der Detektiv gibt ihr zu verstehen, dass sie nicht vor ihrer Vergangenheit davonlaufen könne. So erhält sie von einem anonymen Absender eine VHS, die auf die polizeilichen Ermittlungen des Verbrechens aus dem Jahr 1979 hinweisen. Dadurch wird Maxine bei ihrer Arbeit beim Filmdreh abgelenkt. Regisseurin Elizabeth gibt ihr ohne jeden Zweifel zu verstehen, alle möglichen Störgeräusche umgehend auszuschalten.
Gleichzeitig sorgt ein Serienkiller in der Stadt für Angst und Schrecken. Der von den Medien auf den Spitznamen „Night Stalker“ getaufte Mörder tötet junge Starlets und verstümmelt sie. Er schlägt innerhalb von drei Tagen dreimal zu. Während Maxines weibliches Umfeld sich fürchtet nachts auf den Straßen unterwegs zu sein, schützt sie sich mit einer Pistole.

## Besetzung und Synchronisation
| Rolle                            | Film             | Film               | Film                           | Synchronisation                       |
| Rolle                            | X                | Pearl              | MaXXXine                       | Synchronisation                       |
| -------------------------------- | ---------------- | ------------------ | ------------------------------ | ------------------------------------- |
| Maxine „Max“ Minx                | Mia Goth         |                    | Mia GothCharley Rowan McCain 1 | Friedel Morgenstern                   |
| Pearl                            | Mia Goth         | Mia Goth           |                                | Luise Lunow                           |
| Howard                           | Stephen Ure      | Alistair Sewell 1  |                                | Axel Lutter                           |
| Lorraine „Raine“ Day             | Jenna Ortega     |                    |                                | Lea Kalbhenn                          |
| Wayne Gilroy                     | Martin Henderson |                    |                                | Peter Lontzek                         |
| RJ Nichols                       | Owen Campbell    |                    |                                | Julien Haggège                        |
| Bobby-Lynne Parke                | Brittany Snow    |                    |                                | Maria Koschny                         |
| Jackson Hole                     | Kid Cudi         |                    |                                | Tommy Morgenstern                     |
| Maxines Vater/Rev. Ernest Miller | Simon Prast      |                    | Simon Prast                    | Joachim Kaps (X)Frank Röth (MaXXXine) |
| Sheriff Dentler                  | James Gaylyn     |                    |                                | Tilo Schmitz                          |
| Der Filmvorführer                |                  | David Corenswet    |                                | Ricardo Richter                       |
| Ruth                             |                  | Tandi Wright       |                                | Vera Teltz                            |
| Pearls Vater                     |                  | Matthew Sunderland |                                | Stumm                                 |
| Mitsy                            |                  | Emma Jenkins-Purro |                                | Jodie Blank                           |
| Elizabeth Bender                 |                  |                    | Elizabeth Debicki              | Luise Helm                            |
| Leon Green                       |                  |                    | Moses Sumney                   | Amadeus Strobl                        |
| Det. Williams                    |                  |                    | Michelle Monaghan              | Gundi Eberhard                        |
| Det. Torres                      |                  |                    | Bobby Cannavale                | Charles Rettinghaus                   |
| Molly Bennett                    |                  |                    | Lily Collins                   | Betty Förster                         |
| Tabby Martin                     |                  |                    | Halsey                         | Amelie Plaas-Link                     |
| Teddy Night                      |                  |                    | Giancarlo Esposito             | Oliver Siebeck                        |
| John Labat                       |                  |                    | Kevin Bacon                    | Udo Schenk                            |

## Filmstab
| Film       | Film                                                 | Film                                                 | Film                                                 |
|            | X                                                    | Pearl                                                | MaXXXine                                             |
| ---------- | ---------------------------------------------------- | ---------------------------------------------------- | ---------------------------------------------------- |
| Regie      | Ti West                                              | Ti West                                              | Ti West                                              |
| Drehbuch   | Ti West                                              | Ti West & Mia Goth                                   | Ti West                                              |
| Produktion | Ti West, Jacob Jaffke, Harrison Kreiss & Kevin Turen | Ti West, Jacob Jaffke, Harrison Kreiss & Kevin Turen | Ti West, Jacob Jaffke, Harrison Kreiss & Kevin Turen |
| Musik      | Tyler Bates & Chelsea Wolfe                          | Tyler Bates & Tim Williams                           | Tyler Bates                                          |
| Kamera     | Eliot Rockett                                        | Eliot Rockett                                        | Eliot Rockett                                        |
| Schnitt    | David Kashevaroff & Ti West                          | Ti West                                              | Ti West                                              |

## Rezeption

### Einspielergebnisse
Stand: 28. März 2025
| Film     | Einspielergebnisse in US-Dollar | Einspielergebnisse in US-Dollar | Einspielergebnisse in US-Dollar | Budget   | Quelle |
| Film     | Nordamerika                     | Deutschland                     | Weltweit                        | Budget   | Quelle |
| -------- | ------------------------------- | ------------------------------- | ------------------------------- | -------- | ------ |
| X        | 11.769.469                      | 308.525                         | 14.745.049                      | 1 Mio.   | [ 4 ]  |
| Pearl    | 9.423.445                       | –                               | 9.847.490                       | 1 Mio.   | [ 5 ]  |
| MaXXXine | 15.097.632                      | 425.805                         | 22.057.160                      | <10 Mio. | [ 6 ]  |
| Gesamt:  | 36.290.546                      | 734.330                         | 46.649.699                      | <12 Mio. |        |

### Kritiken
Stand: 28. März 2025
| Film     | Rotten Tomatoes      | Metacritic        | IMDb                       |
| -------- | -------------------- | ----------------- | -------------------------- |
| X        | 94 % (229 Kritiken)0 | 80 (35 Kritiken)0 | 6,5 (205.665 Bewertungen)0 |
| Pearl    | 93 % (215 Kritiken)  | 76 (39 Kritiken)  | 7,0 (137.491 Bewertungen)  |
| MaXXXine | 72 % (284 Kritiken)  | 64 (50 Kritiken)  | 6,3 (68.239 Bewertungen)0  |